# Армейски преглед
«Армейски преглед» — ежемесячное издание (журнал) министерства народной обороны Народной Республики Болгария, затем журнал министерства обороны Болгарии.
Журнал содержит в основном материалы по сухопутным войскам, в первую очередь - о болгарских вооружённых силах. Основные рубрики: вопросы военной науки, совершенствование боевой подготовки войск, обмен опытом, рекомендации по овладению техникой, повышение методических навыков молодых офицеров.
Содержит статьи, посвящённые событиям военной истории.